# Ettelbruck
Ettelbruck, (Luxemburgs: Ettelbréck, Duits: Ettelbrück) is een stadje en gemeente in het Luxemburgse Kanton Diekirch.De gemeente heeft een totale oppervlakte van 15,18 km² en telde 7.504 inwoners op 1 januari 2007. Ettelbruck ligt op het punt waar de rivieren de Sûre en de Alzette samenkomen; het is eveneens een spoorwegknooppunt.

## Onderdelen van de gemeente
1. Grentzen (Grentzingen)
2. Waarken

## Wetenswaardigheden

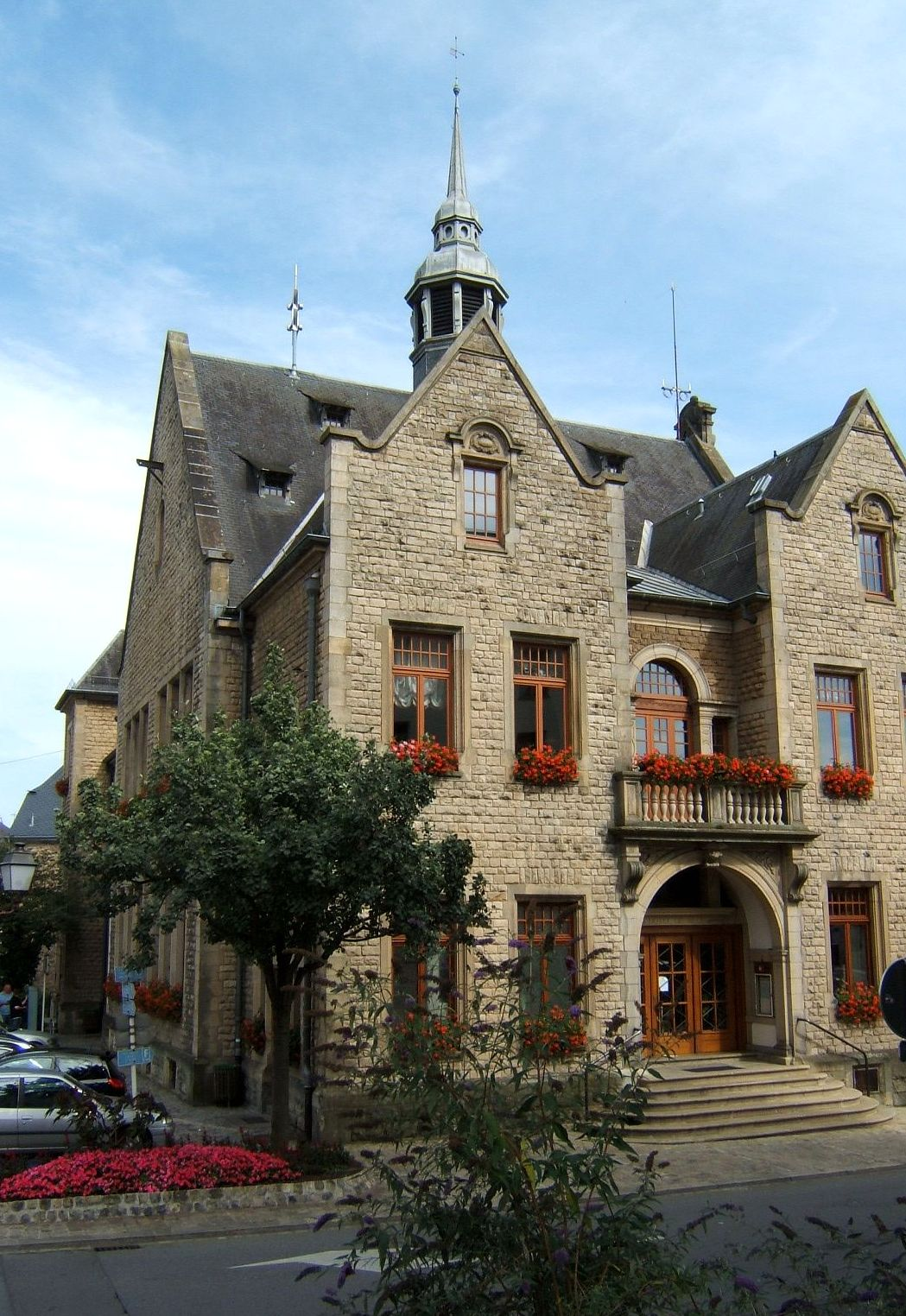
Stadhuis

Het stadje Ettelbruck, 29 km ten noorden van de stad Luxemburg, wordt aangeduid als de "Poort van de Ardennen". Het ligt aan de samenvloeiing van de Alzette en de Sûre. Omdat Ettelbruck centraal ligt in het Groothertogdom Luxemburg in een landbouwgebied, zijn er nogal wat daarmee verband houdende instellingen, zoals een landbouwschool en de kantoren van Luxemburgse zuivelfabrieken. Door de 'vriendelijke' omgeving is het vooral toeristisch van grote betekenis.
De Slag om de Ardennen in december 1944 heeft Ettelbruck zware schade toegebracht. Er zijn praktisch geen gebouwen van historische aard bewaard. Wel zijn er ter herinnering aan het Ardennenoffensief een museum en een bronzen standbeeld van generaal George Patton te vinden.
In 1996 werden tijdens opgravingen resten van grondvesten van Gallo-Romeinse villa's en mozaïekvloeren gevonden. Tijdens Attila's inval begin april 451 werd de streek daar zwaar geteisterd.
In Ettelbruck bevindt zich ook het grootste psychiatrisch hospitaal van het Groothertogdom.

## Ontwikkeling van het inwoneraantal
| Jaar                              | 2001  | 2002  | 2003  | 2004  | 2005  |
| --------------------------------- | ----- | ----- | ----- | ----- | ----- |
| Inwoneraantal                     | 7.344 | 7.340 | 7.282 | 7.326 | 7.364 |
| Opmerking: tellingen op 1 januari |       |       |       |       |       |

Telde per 1 januari 2024 9.965 inwoners, volgens officiële statistieken van STATEC, het Luxemburgse instituut voor statistiek. De bevolking is divers samengesteld, met ongeveer 47,5% buitenlandse inwoners in 2021, waaronder een significant aandeel uit EU-landen en daarbuiten. De demografische verdeling toont een lichte meerderheid aan mannen (51,9%) ten opzichte van vrouwen (48,1%), met een gemiddelde leeftijd die past bij een multiculturele, centraal gelegen gemeenschap. De bevolking groeit gestaag, met een gemiddelde jaarlijkse toename van ongeveer 1,75% tussen 2017 en 2021, gedreven door migratie en natuurlijke aanwas.

## Politiek
De gemeenteraad van Ettelbruck bestaat uit 13 leden (Conseilleren), die om de zes jaar verkozen worden volgens een proportioneel kiesstelsel.

### Resultaten
| 1999-2005 De 13 zetels zijn als volgt verdeeld:  | 2005-2011 De 13 zetels zijn als volgt verdeeld: | 2011-2017 De 13 zetels zijn als volgt verdeeld: | 2017-2023 De 13 zetels zijn als volgt verdeeld: |
| Bron: Ministerie van Binnenlandse Zaken / RTL.lu |                                                 |                                                 |                                                 |

### Gemeentebestuur
Na de gemeenteraadsverkiezingen van 2011 kon de coalitie van CSV en LSAP, die al twee legislaturen aan de macht was, met 9 zetels voortgezet worden. Burgemeester werd Jean-Paul Schaaf(CSV).

## Geboren
- Michel Sinner (1826-1882), kunstschilder
- Albert Breisch (1869-1926), edelsmid en juwelier
- Ernest Mühlen (1926-2014), politicus
- Joseph Grosbusch (1928-2008), kunstschilder
- Marc Henri Reckinger (1940-2023), kunstenaar
- Charles Goerens (1952), politicus
- Bady Minck (1956), filmregisseur, -producent en kunstenaar
- Jhemp Bastin (1963), beeldhouwer
- Léonie de Jonge (1990), politicoloog